# 世界生态安全大会
世界生态安全大会（英語：World Ecological Safety Assembly）是由国际生态安全合作组织举办的两年一届的国际生态安全会议。

## 第一届世界生态安全大会
第一届世界生态安全大会于2010年在柬埔寨金边举行。

## 第二届世界生态安全大会
第二届世界生态安全大会于2012年在印度尼西亚巴厘岛举行。